# Nalūseh
Nalūseh (persiska: نلوسه) är en ort i Iran.   Den ligger i provinsen Västazarbaijan, i den nordvästra delen av landet, 500 km väster om huvudstaden Teheran. Nalūseh ligger 1 390 meter över havet och antalet invånare är 213.
Terrängen runt Nalūseh är lite bergig.Runt Nalūseh är det ganska tätbefolkat, med 80 invånare per kvadratkilometer. Närmaste större samhälle är Vāvān, 6,4 km sydväst om Nalūseh. Trakten runt Nalūseh består till största delen av jordbruksmark.